# Дебелака
„Дебелака“ (на английски: Fat Man), още познат като Марк III, е кодовото наименование на плутониевата бомба, използвана в атомната бомбардировка над японския град Нагасаки на 9 август 1945 година, в края на Втората световна война. Тя е втората от двете ядрени бомби (другата е „Малчугана“), използвани при военни действия и нейното детониране представлява третата сътворена от човека ядрена експлозия. Бомбата е от имплозивен тип с 6,4 килограмово ядро от плутоний-239, с взривен еквивалент от около 21 килотона тротил, подобна на тази, детонирана месец преди това в Ню Мексико по време на ядрените опити „Тринити“.
Разработена е от Армията на САЩ, в рамките на Проект „Манхатън“.
Вероятно името „Дебелака“ е в чест на Уинстън Чърчил, макар да има и други варианти.
Първоначалната цел за бомбардиране е град Кокура, но поради облачност се налага промяна на курса към алтернативната цел – Нагасаки. Бомбата е пусната от B-29, с пилот Чарлс Суийни, като експлозията се случва в 11:02 сутринта на височина 1650 фута. Загиват 39 000 души и 25 000 са ранени.